# 침묵적진상
《침묵적진상》(沉默的真相)은 2020년 방송되었던 중국의 드라마이다.